# Brodiaea orcuttii
Brodiaea orcuttii ist eine Pflanzenart aus der Gattung Brodiaea in der Familie der Spargelgewächse (Asparagaceae). Sie kommt vielleicht nur noch im südlichen Teil des westlichen US-Bundesstaat Kalifornien vor.

## Beschreibung

### Vegetative Merkmale
Brodiaea orcuttii wächst als ausdauernde krautige Pflanze. Als Überdauerungsorgane werden Pflanzenknollen gebildet. Je Knolle werden während der Vegetationszeit ein bis sechs schmale Laubblätter produziert.

### Generative Merkmale
Die Blütezeit liegt in Kalifornien im Frühling im Mai. Der schlanke Blütenstandsschaft ist 8 bis 25 Zentimeter lang. Endständig auf dem Blütenstandsschaft befindet sich ein offener, doldiger Blütenstand. Die Tragblätter hüllen auch, während der Blütenstand noch knospig ist, diesen nicht vollständig ein. Es sind auch Deckblätter vorhanden. Der Blütenstiel ist 1 bis 5 Zentimeter lang.
Die zwittrigen Blüten sind radiärsymmetrisch und dreizählig. Es sind zwei Kreise mit je drei Blütenhüllblättern vorhanden, die an ihrer Basis verwachsen sind. Die drei äußeren Blütenhüllblätter sind bei einer Breite von 5 bis 7 Millimetern etwas breiter als die inneren drei, die 3 bis 5 Millimeter breit sind. Die sechs violetten Blütenhüllblätter sind zu einer bei einer Länge von 3 bis 7 Millimetern trichterförmigen, durchscheinenden Blütenröhre verwachsen, die bis zur Fruchtreife aufspringt. Die Blütenkrone ist insgesamt 14 bis 20 Millimeter lang und der freie Teil der Blütenhüllblätter ist meist mehr als doppelt so lang wie die Blütenröhre. Der freie Teil der Blütenhüllblätter ist bei einer Länge von 12 bis 19 Millimetern breit-ausgebreitet. Brodiaea orcuttii ist die einzige Brodiaea-Art bei der keine drei sterile Staubblätter, also Staminodien, vorhanden sind. Die drei fertilen Staubblätter befinden sich gegenüber den inneren Blütenhüllblättern und sind gleichfalls an der Basis der Blütenhülle verwachsen. Die Staubfäden sind 4 bis 6 Millimeter lang. Die Größe und Form der Staubblätter und der Strukturen an der Basis der Staubfäden sind wichtige Bestimmungsmerkmale für die Brodiaea-Arten. Die Staubbeutel sind bei einer Länge von 4 bis 6 Millimetern linealisch und das obere Ende besitzt eine V-förmige Einkerbung. Drei Fruchtblätter sind zu einem 4 bis 6 Millimeter langen, dreikämmerigen Fruchtknoten verwachsen. Der 7 bis 11 Millimeter lange Griffel endet in einer dreilappigen Narbe.
Die eiförmigen Kapselfrüchte öffnen sich fachspaltig = lokulizid. Die Samen sind schwarz.
Die Chromosomengrundzahl beträgt x = 12, es liegt Diploidie vor mit einer Chromosomenzahl von 2n = 24.

## Vorkommen und Gefährdung
Brodiaea orcuttii kommt nur noch in den südlichen kalifornischen Counties südliches Riverside County sowie San Diego County vor. Es sind Herbarbelege für den mexikanischen Bundesstaat Baja California vorhanden, es gibt aber keine rezenten Funde dort.
Sie gedeiht im Grasland in der Nähe von Fließgewässern oder ephemerer Stillgewässer in Höhenlagen von 0 bis 1600 Metern.
Einst war Brodiaea orcuttii auf dem Kearney Mesa nördlich von San Diego häufig. Das Areal im San Diego County ist durch anthropogene Einflüsse weitgehend zerstört, letzte Bestände befinden sich in einem militärischen Sperrgebiet.

## Taxonomie
Die Erstbeschreibung erfolgte 1886 unter dem Namen (Basionym) Hookera orcuttii Greene durch Edward Lee Greene in Bulletin of the California Academy of Sciences, Volume 2, 6, Seite 138. Die Neukombination zu Brodiaea orcuttii (Greene) Baker wurde 1896 durch John Gilbert Baker in The Gardeners' Chronicle: a weekly illustrated journal of horticulture and allied subjects. Series 3, Volume 20, Seite 214 veröffentlicht. Das Artepitheton orcuttii ehrt den amerikanischen Naturkundler und Pflanzenjäger Charles Russell Orcutt (1864–1929). Weitere Synonyme für Brodiaea orcuttii (Greene) Baker sind: Brodiaea filifolia var. orcuttii (Greene) Jeps., Hookera multipedunculata Abrams.